# 日本の歴史 (NHK)
日本の歴史（にっぽんのれきし）は、NHK教育テレビジョンで放送されていたテレビ番組。

## 1959年
- 放送期間：1959年1月10日 - 1959年4月4日
- 放送時間： 土曜日20:30-21:15

出演者・スタッフ
- 解説 - 樋口清之
- ナレーション - 松野善弘
- 構成 - 浜田健二

放送リスト
1. 1959年1月10日 日本人と国家の起源
2. 1959年1月17日 大化の改新
3. 1959年1月24日 奈良の都
4. 1959年1月31日 源氏と平氏
5. 1959年2月07日 鎌倉幕府
6. 1959年2月14日 南朝と北朝
7. 1959年2月21日 東山文化
8. 1959年2月28日 戦国の群雄
9. 1959年3月07日 信長・秀吉・家康
10. 1959年3月14日 江戸幕府と鎖国
11. 1959年3月21日 江戸と上方
12. 1959年3月28日 黒船物語
13. 1959年4月04日 近代日本の成立

## 学校放送 中学校社会
- 放送期間：1963年4月10日 - 1972年3月18日

放送時間
- 1963年4月 - 1964年3月：水曜日09:40-10:00／木曜日14:00-14:20
- 1964年4月 - 1969年3月：水曜日15:00-15:20／木曜日13:00-13:20／土曜日09:20-09:40
- 1969年4月 - 1972年3月：水曜日14:55-15:15／木曜日13:40-14:00／土曜日10:10-10:30

## 高等学校講座
- 放送期間：1985年4月1日 - 1990年3月16日
- 放送時間：NHK教育テレビ 月曜日14:30-15:00／翌週月曜日11:00-11:30